# Constanta lui Loschmidt
Constanta lui Loschmidt sau Numărul lui Loschmidt (simbol: n0) este numărul de particule (atomi ori molecule) ale unui gaz ideal dintr-un volum dat (cunoscut și ca densitate numerică). Este cel mai adesea utilizat pentru condiții standard, sau normale, de temperatură și presiune. Conform regulilor din 2014 ale CODATA (Comitetul de Date pentru Știință și Tehnologie),  valuarea recomandată este de 2.6867811(15)×1025 per metru cub la 0 °C (sau 273,16 K) și 1 atm, comparativ cu valoarea recomandată în 2006 de aceeași CODATA, care era  de 2.686 7774(47)×1025 per metru cub la 0 °C și 1 atm.
Constanta este numită după fizicianul austriac Johann Josef Loschmidt, care a fost primul om de știință, care, în 1865, a fost capabil de a estima corect dimensiunile reale ale moleculelor. Termenul de "Constanta lui Loschmidt" este adesea folosit cu referire la Numărul lui Avogadro, mai ales în textele de limbă germană.
Constanta lui Loschmidt este dată de relația matematică:
{\displaystyle n_{0}={\frac {p_{0}}{k_{\rm {B}}T_{0}}}}
unde p0 este presiune atmosferică standard la nivelul mării, kB este constanta lui Boltzmann iar T0 este temperatura termodinamică absolută. Relația sa cu constanta/numărul lui Avogadro, NA, este dată de relația:
{\displaystyle n_{0}={\frac {p_{0}N_{\rm {A}}}{RT_{0}}}}
unde R reprezintă constanta universală a gazului ideal.
Fiind o măsură a densității numerice volumice, constanta lui Loschmidt este utilizată pentru a defini {{ill-wd| Q4063874|Amagat|amagatul]], o unitate practică de utilizare a densității numerice pentru gaze, dar și pentru alte substanțe.
1 amagat = n0 = 2.6867811×1025 m−3,
astfel încât constanta lui Loschmidt este exact 1 amagat.

## Determinări moderne
În setul de recomandări al CODATA pentru constante fizice, constanta lui Loschmidt este calculată utilizând constanta universală a gazului ideal și numărul lui Avogadro, conform relației de mai jos:
{\displaystyle n_{0}={\frac {N_{\rm {A}}}{R}}{\frac {p_{0}}{T_{0}}}={\frac {A_{\rm {r}}({\rm {e}})M_{\rm {u}}c\alpha ^{2}}{2R_{\infty }hR}}{\frac {p_{0}}{T_{0}}}}
unde Ar(e) este masa atomică relativă a electronului, Mu este constanta masei molare⁠(d), c este viteza luminii în vid, α is the constanta structurii fine a materiei, R∞ este constanta lui Rydberg și h este constanta lui Planck. Presiunea și temperatura pot fi ales (relativ) „la întâmplare”, dar este recomandabil să fie cele standard, adică să fie cotate ca fiind cele folosite în calcularea constantei lui Loschmidt. Precizia cu care constanta lui Loschmidt este astăzi cunoscută este limitată strict la incertitudinea determinată de valorea constantei gazului ideal, comparativ cu gazele reale.

## Primele determinări
Prima determinare estimativă a lui Loschmidt dădea o valoare de aproximativ n0 = 1.81×1024 m-3. Opt ani mai târziu Maxwell cita o valoare de „aproximativ 19 milioane de milioane de milioane" per cm3, ori 1.9×1025 m-3.